# Giro de Münsterland 2018
La 13.ª edición de la clásica ciclista Giro de Münsterland fue una carrera en Alemania que se celebró el 3 de octubre de 2018 sobre un recorrido de 198 kilómetros con inicio en el municipio de Wadersloh y final en el municipio de Münster.
La carrera formó parte del UCI Europe Tour 2018, dentro de la categoría 1.HC, y fue ganada por el alemán Max Walscheid del Sunweb. Los también alemanes John Degenkolb del Trek-Segafredo y Nils Politt del Katusha-Alpecin completaron el podio como segundo y tercer clasificado respectivamente.

## Equipos participantes
Tomaron parte en la carrera 23 equipos: 7 de categoría UCI WorldTeam; 9 de categoría Profesional Continental; 7 de categoría Continental. Formando así un pelotón de 157 ciclistas de los que acabaron 82. Los equipos participantes fueron:
| WorldTeams (7)- Bora-Hansgrohe - Team Sunweb - Katusha-Alpecin - Trek-Segafredo - Lotto Soudal - Dimension Data - Quick-Step Floors Equipos continentales profesionales (9)- Cofidis, Solutions Crédits - Gazprom-RusVelo - CCC Sprandi Polkowice - Roompot-Nederlandse Loterij - Sport Vlaanderen-Baloise - Team Novo Nordisk - WB-Aqua Protect-Veranclassic - Wanty-Groupe Gobert - Israel Cycling Academy Equipos continentales (7)- Bike Aid - Heizomat Rad-Net.De - LKT Brandenburg - Dauner D&DQ-Akkon - Lotto-Kern-Haus - Team Sauerland NRW p/b SKS GERMANY - Leopard |
| |

## Clasificación final
- Las clasificaciones finalizaron de la siguiente forma:[3]

| \| Clasificación general \| Clasificación general \| Clasificación general \| Clasificación general \| Clasificación general \| \| Ciclista \| Ciclista \| Equipo \| Tiempo \| \| \| --------------------- \| --------------------- \| ------------------------ \| --------------------- \| --------------------- \| \| 1.º \| Max Walscheid \| Team Sunweb \| 4 h 42 min 15 s \| \| \| 2.º \| John Degenkolb \| Trek-Segafredo \| + 0 s \| \| \| 3.º \| Nils Politt \| Katusha-Alpecin \| + 0 s \| \| \| 4.º \| André Greipel \| Lotto-Soudal \| + 0 s \| \| \| 5.º \| Pascal Ackermann \| Bora-Hansgrohe \| + 0 s \| \| \| 6.º \| Florian Sénéchal \| Quick-Step Floors \| + 0 s \| \| \| 7.º \| Alexander Krieger \| Leopard Pro Cycling \| + 0 s \| \| \| 8.º \| Mathias Van Gompel \| Sport Vlaanderen-Baloise \| + 0 s \| \| \| 9.º \| Szymon Sajnok \| CCC Sprandi Polkowice \| + 0 s \| \| \| 10.º \| Lucas Carstensen \| Bike Aid \| + 0 s \| \| |                    |                          |                 |
| |                    |                          |                 |
| Fuente: ProCyclingStats |                    |                          |                 |
| Clasificación general |                    |                          |                 |
| Ciclista | Ciclista           | Equipo                   | Tiempo          |
| 1.º | Max Walscheid      | Team Sunweb              | 4 h 42 min 15 s |
| 2.º | John Degenkolb     | Trek-Segafredo           | + 0 s           |
| 3.º | Nils Politt        | Katusha-Alpecin          | + 0 s           |
| 4.º | André Greipel      | Lotto-Soudal             | + 0 s           |
| 5.º | Pascal Ackermann   | Bora-Hansgrohe           | + 0 s           |
| 6.º | Florian Sénéchal   | Quick-Step Floors        | + 0 s           |
| 7.º | Alexander Krieger  | Leopard Pro Cycling      | + 0 s           |
| 8.º | Mathias Van Gompel | Sport Vlaanderen-Baloise | + 0 s           |
| 9.º | Szymon Sajnok      | CCC Sprandi Polkowice    | + 0 s           |
| 10.º | Lucas Carstensen   | Bike Aid                 | + 0 s           |

## UCI World Ranking
El Giro de Münsterland otorga puntos para el UCI Europe Tour 2018 y el UCI World Ranking, este último para corredores de los equipos en las categorías UCI WorldTeam, Profesional Continental y Equipos Continentales. La siguiente tabla muestra el baremo de puntuación y los 10 corredores que obtuvieron más puntos:
| Posición              | 1.º | 2.º | 3.º | 4.º | 5.º | 6.º | 7.º | 8.º | 9.º | 10.º | 11.º | 12.º | 13.º | 14.º | 15.º | 16.º-30.º | 31.º-40.º |
| Clasificación general | 200 | 150 | 125 | 100 | 85  | 70  | 60  | 50  | 40  | 35   | 30   | 25   | 20   | 15   | 10   | 5         | 3         |

| 1.º  | Max Walscheid      | Sunweb                   | 200 |
| 2.º  | John Degenkolb     | Trek-Segafredo           | 150 |
| 3.º  | Nils Politt        | Katusha-Alpecin          | 125 |
| 4.º  | André Greipel      | Lotto Soudal             | 100 |
| 5.º  | Pascal Ackermann   | Bora-Hansgrohe           | 85  |
| 6.º  | Florian Sénéchal   | Quick-Step Floors        | 70  |
| 7.º  | Alexander Krieger  | Leopard                  | 60  |
| 8.º  | Mathias Van Gompel | Sport Vlaanderen-Baloise | 50  |
| 9.º  | Szymon Sajnok      | CCC Sprandi Polkowice    | 40  |
| 10.º | Lucas Carstensen   | Bike Aid                 | 35  |